# Ministero per la sicurezza dello Stato (Cina)
Il Ministero per la sicurezza dello Stato (中华人民共和国国家安全部S, Zhōnghuá Rénmín Gònghéguó Guójiā ĀnquánbùP) o “Guoanbu” è un organo governativo cinese con funzioni di polizia segreta e compiti di spionaggio e di controspionaggio.
È probabilmente l'agenzia di sicurezza nazionale più grande del pianeta, a causa del suo ruolo di spionaggio e di sorveglianza dei dissidenti.  È anche una polizia segreta, infatti secondo la procedura penale cinese, nel caso di pericolo della nazione può assumere gli stessi poteri della polizia. Il ministro è Chen Wenqing.